# Жарій Олег Юрійович
Олег Юрійович Жарі́й (народився 18 лютого 1957 у Кам'янці-Подільському — 1 грудня 2020, Київ) — український вчений-механік, фотограф і журналіст. Професор, доктор фізико-математичних наук.
Закінчив Київський державний університет імені Т. Г. Шевченка, механіко-математичний факультет.
Є автором:
- навчального посібника «Цифрова HDR-фотографія і панорамна зйомка» (Київ: Скай Хорс, 2011)
- чотирьох фотоальбомів, публікацій у журналах National Geographic Росія, Welcome to Ukraine, Forbes, hi-Tech PRO, Фокус та інших.

Переможець багатьох фотоконкурсів. Персональні виставки у Києві, Лондоні, Найробі (Кенія).
Жив та працював в Києві. Помер 1 грудня 2020 року.

## Громадська діяльність
- Член Національного комітету України з теоретичної і прикладної механіки (з 1994),
- член-засновник Гумбольдт-Клубу України (з 1998)

## Галерея

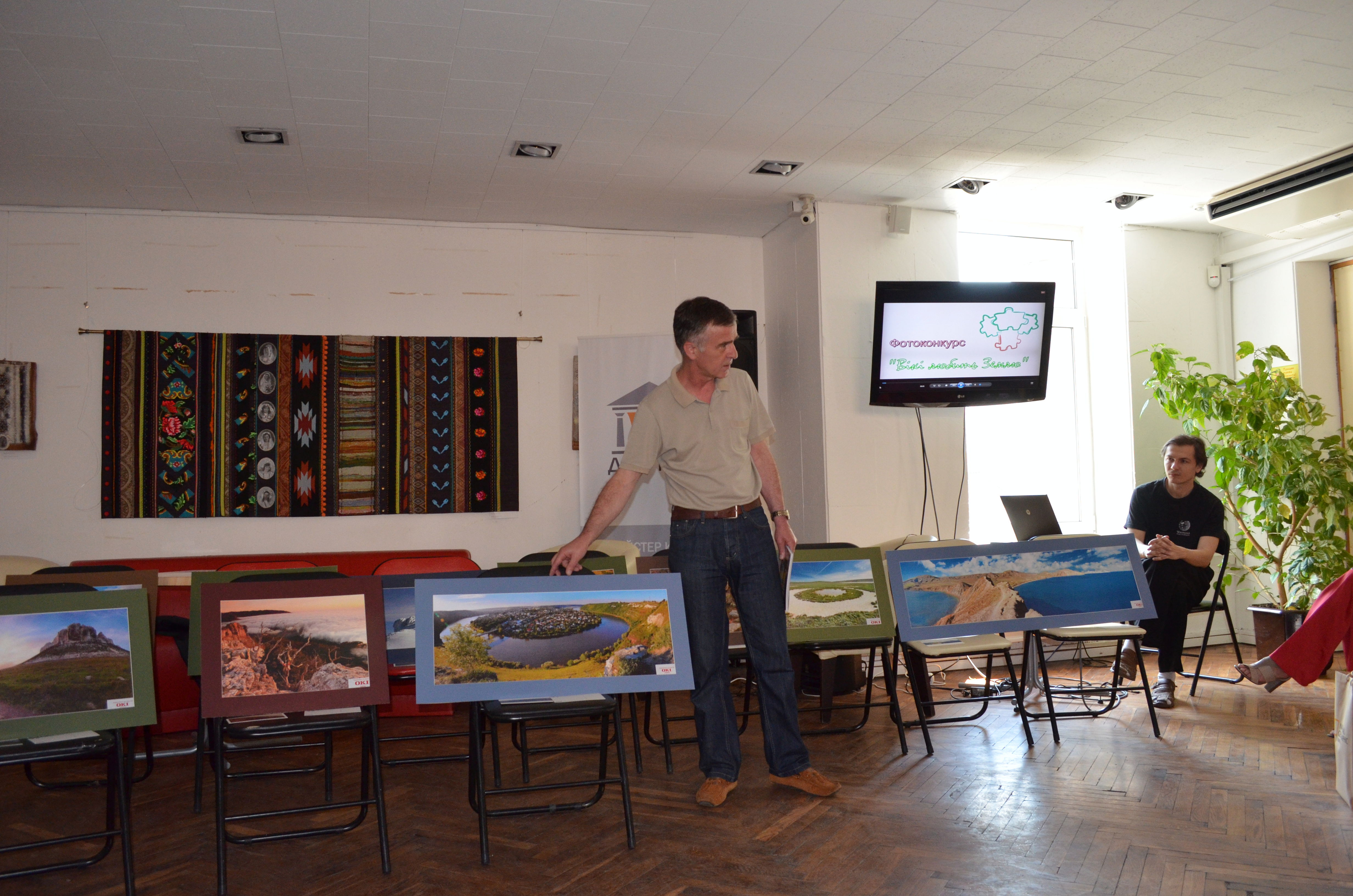
На відкритті фотовиставки «Вікі любить Землю 2013»
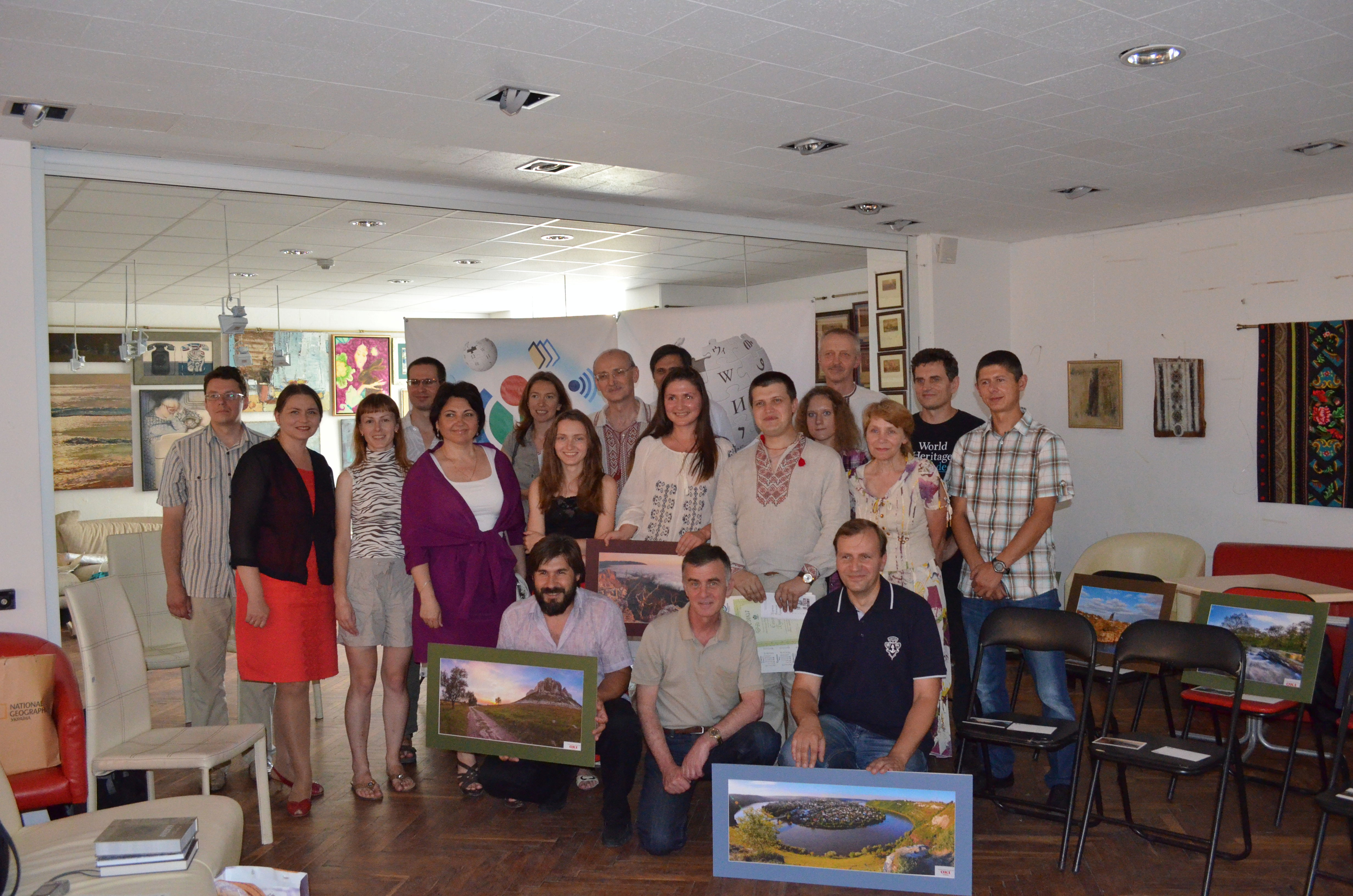
Серед переможців та організаторів «Вікі любить Землю 2013»
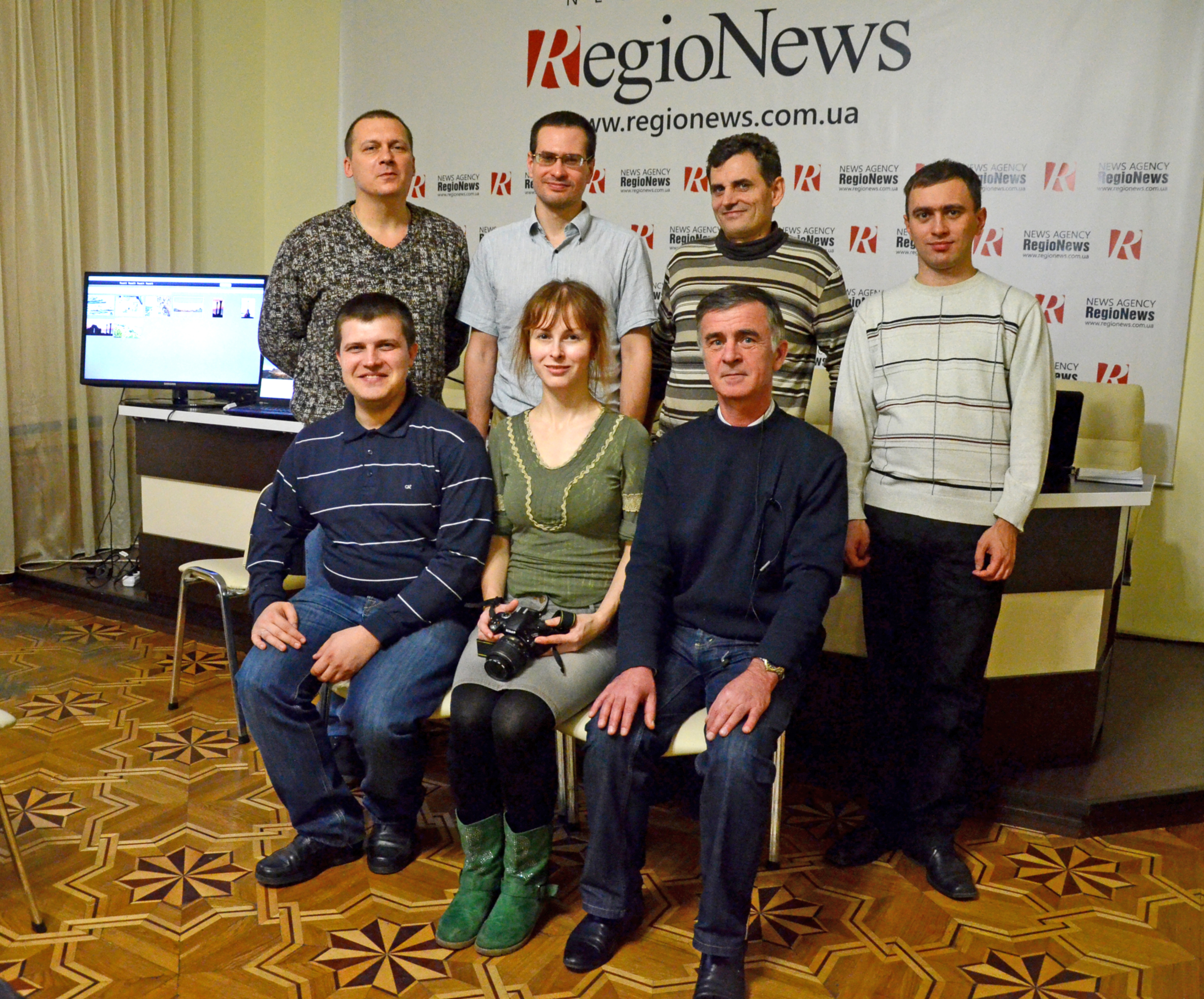
На засіданні журі «Вікі любить пам'ятки 2013»
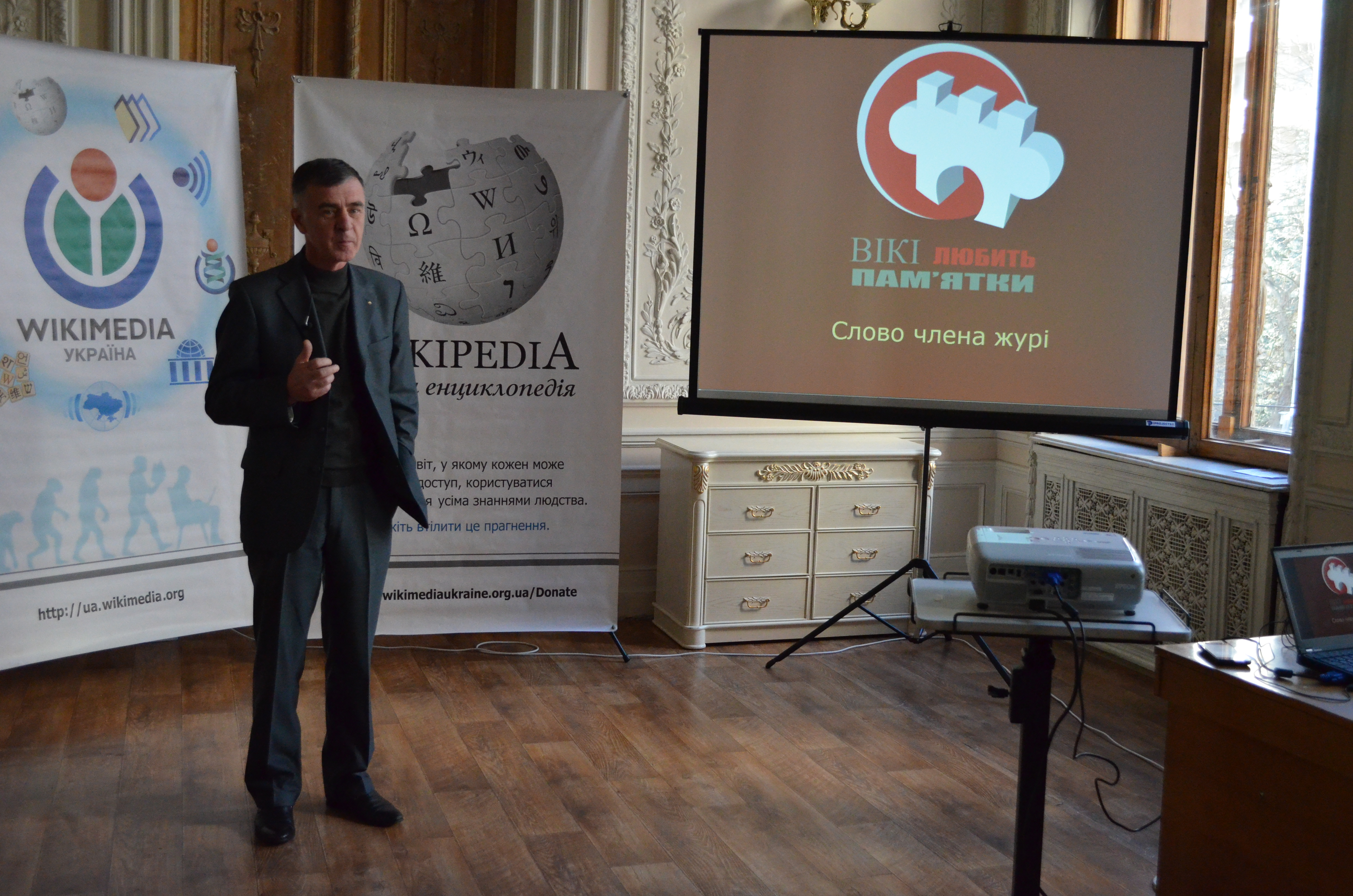
На церемонії нагородження «Вікі любить пам'ятки 2013»